# Raïon de Khoust
Le raïon de Khoust (en ukrainien : Хустський район) est un raïon (district) dans l'oblast de Transcarpatie en Ukraine.
Avec la réforme administrative de l'Ukraine, le 18 juillet 2020 le raïon est agrandi en absorbant ses voisins.

## Lieux d’intérêt

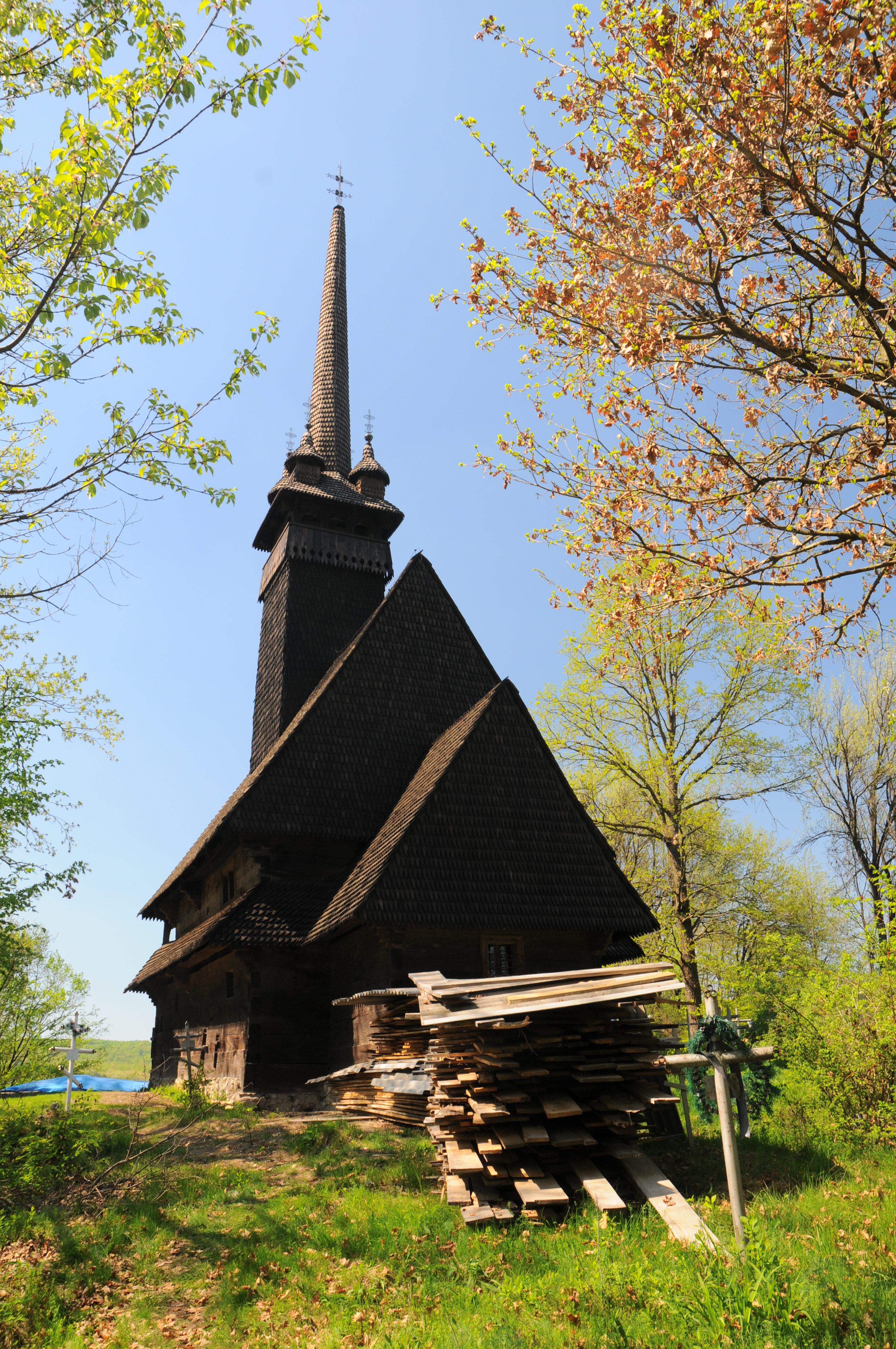
Eglise st-Nicolas de Danylovo, classée[1],
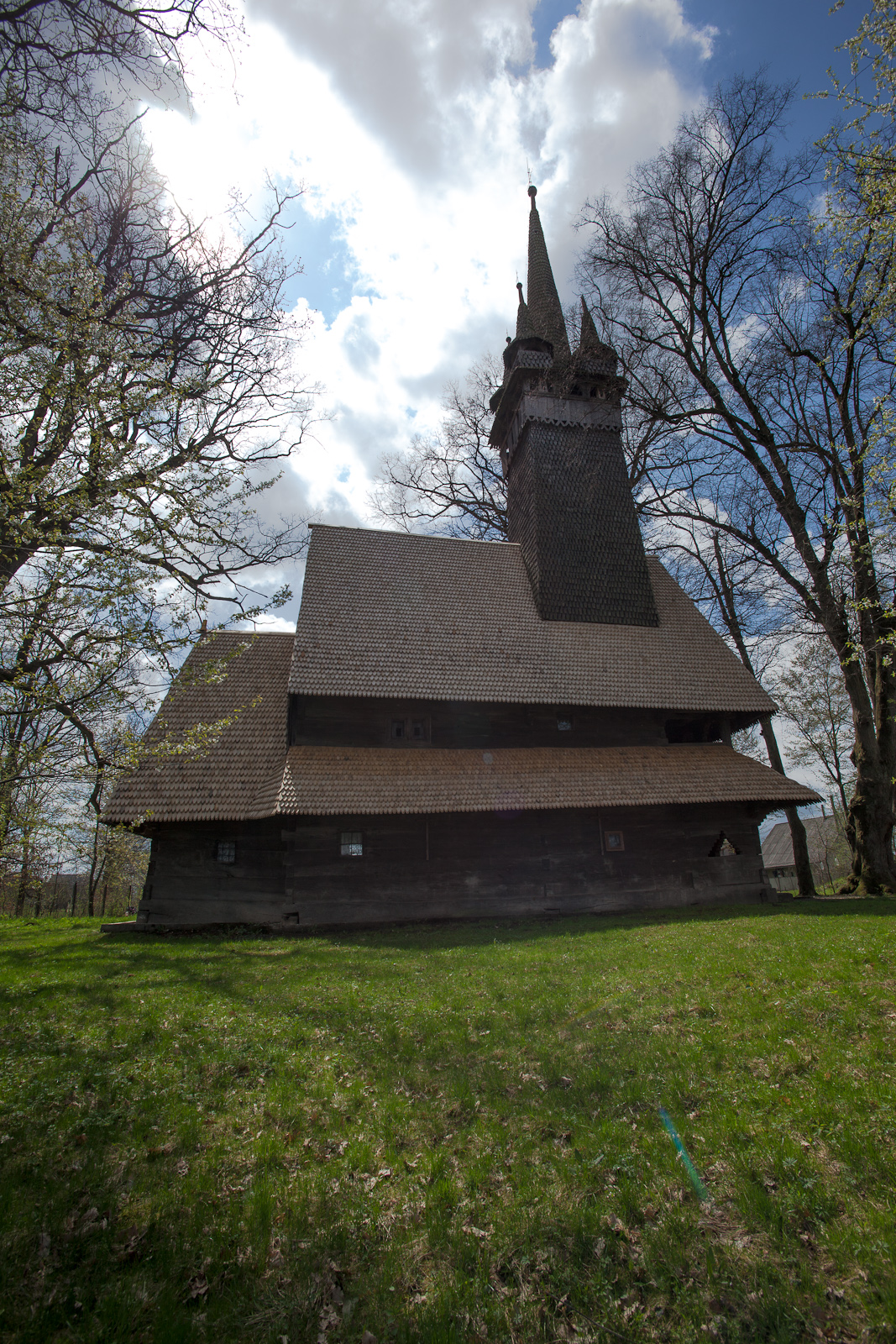
église st-Michel à Kranikovo, classée[2],
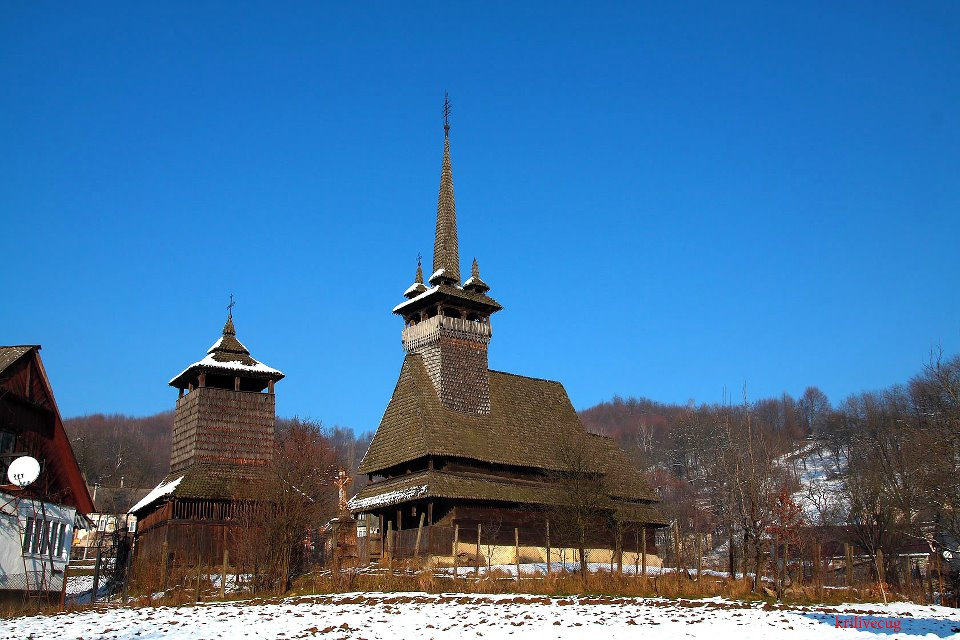
église st-Paracelse d'Oleksandrivka, classée[3],
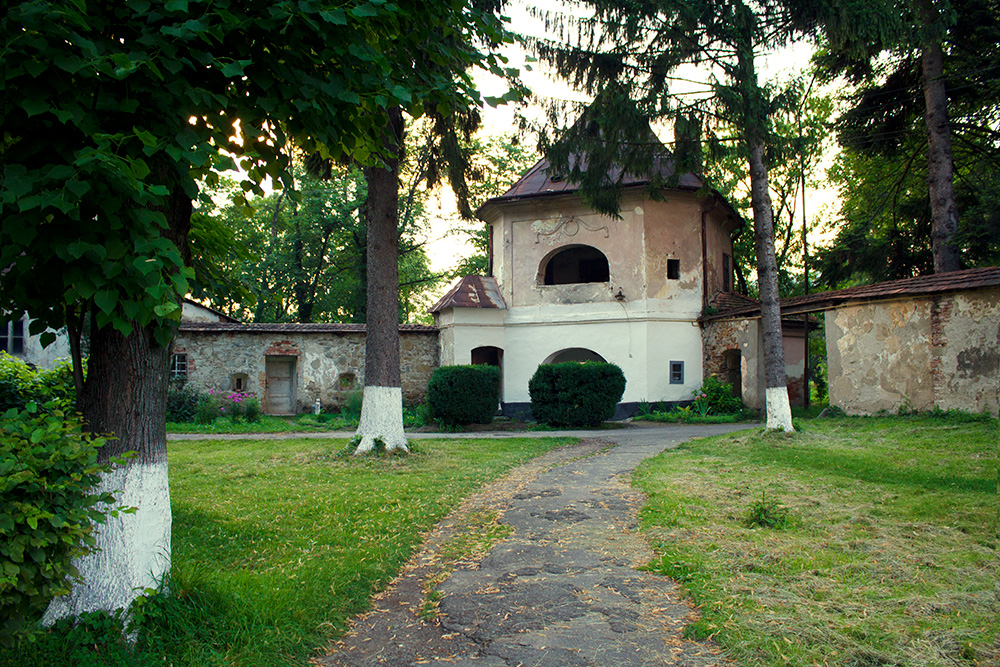
château des Teleki à Dovhe, classé[4],
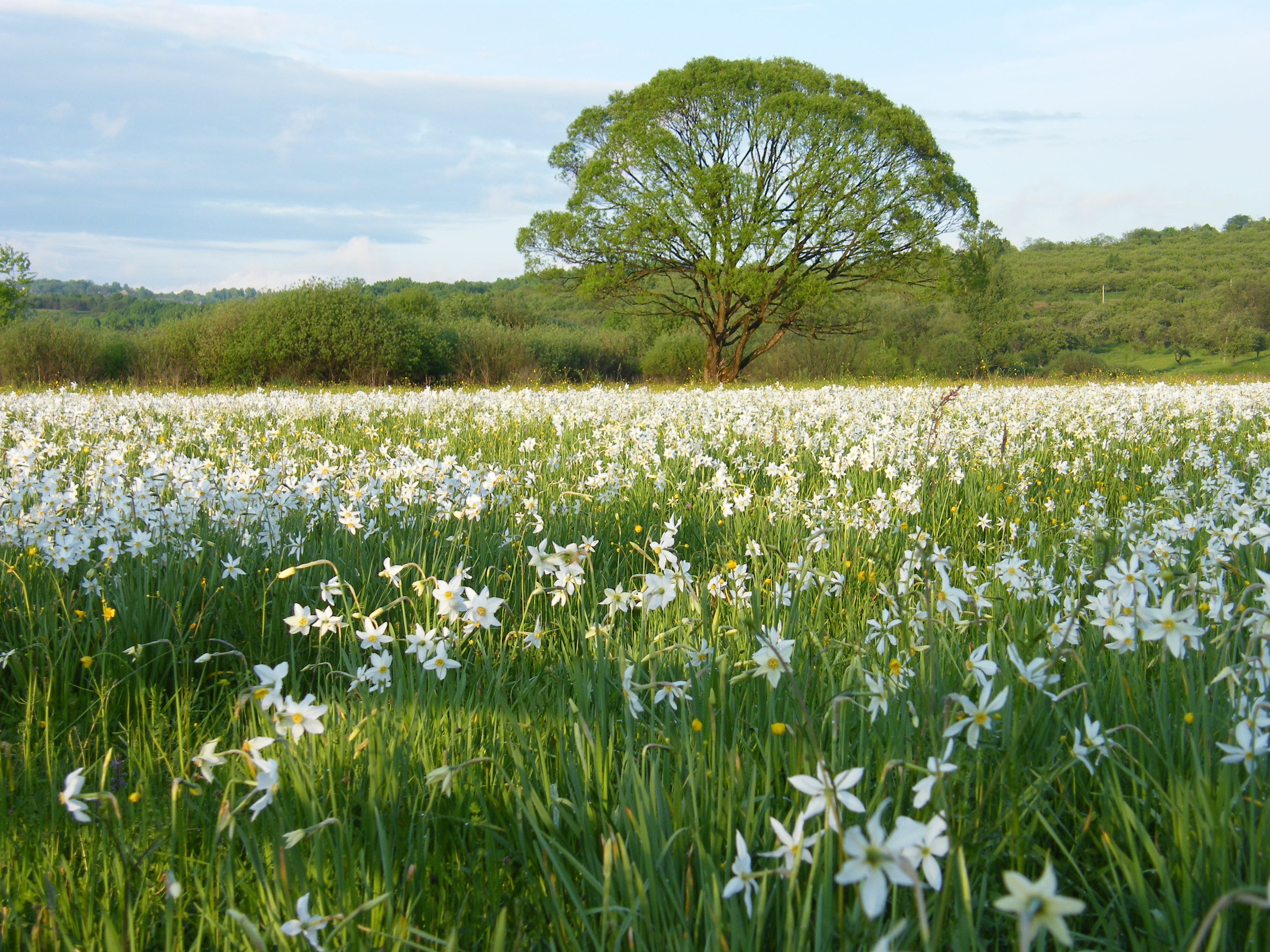
la Vallée des narcisses classé[5],
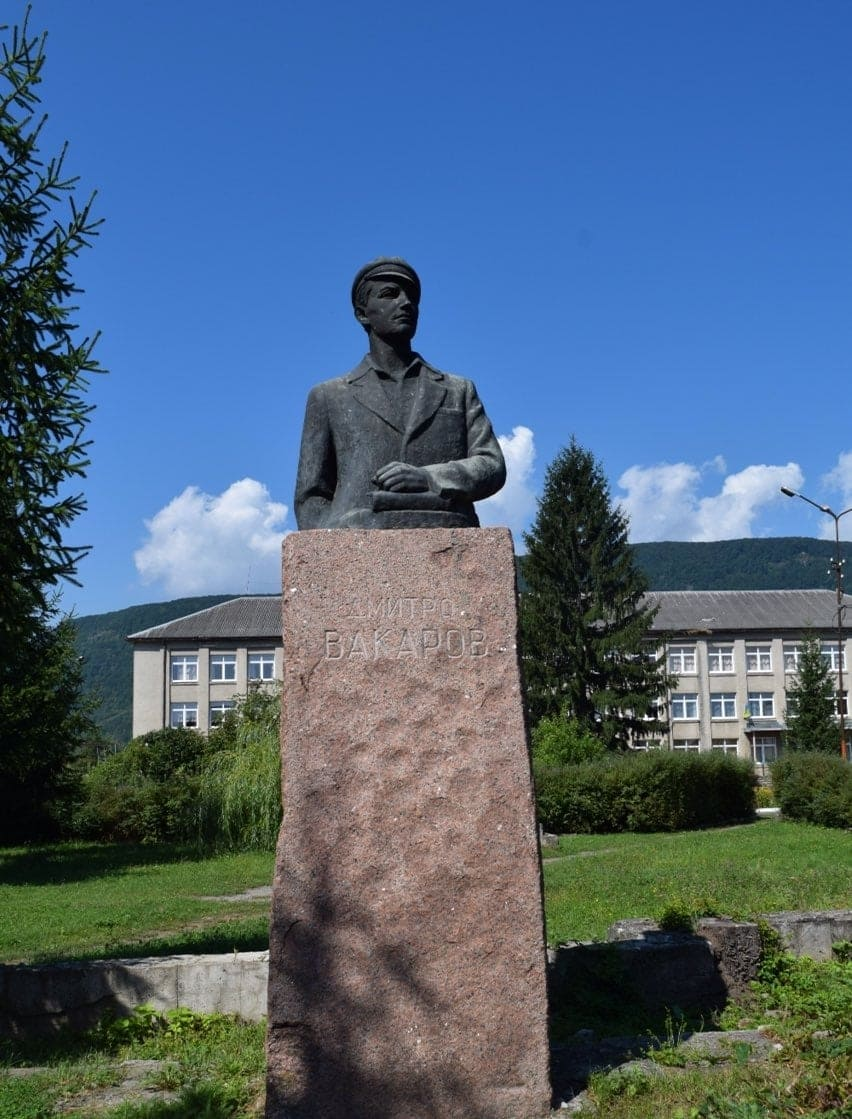
buste de Dymitri Vakarov d'Iza, classé[6],
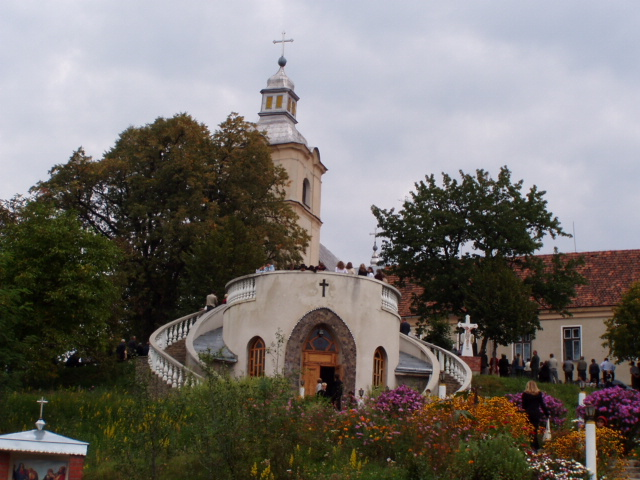
monastère saint-Michel d'Imstitchovo, classé[7] patrimoine national N°1124 ;
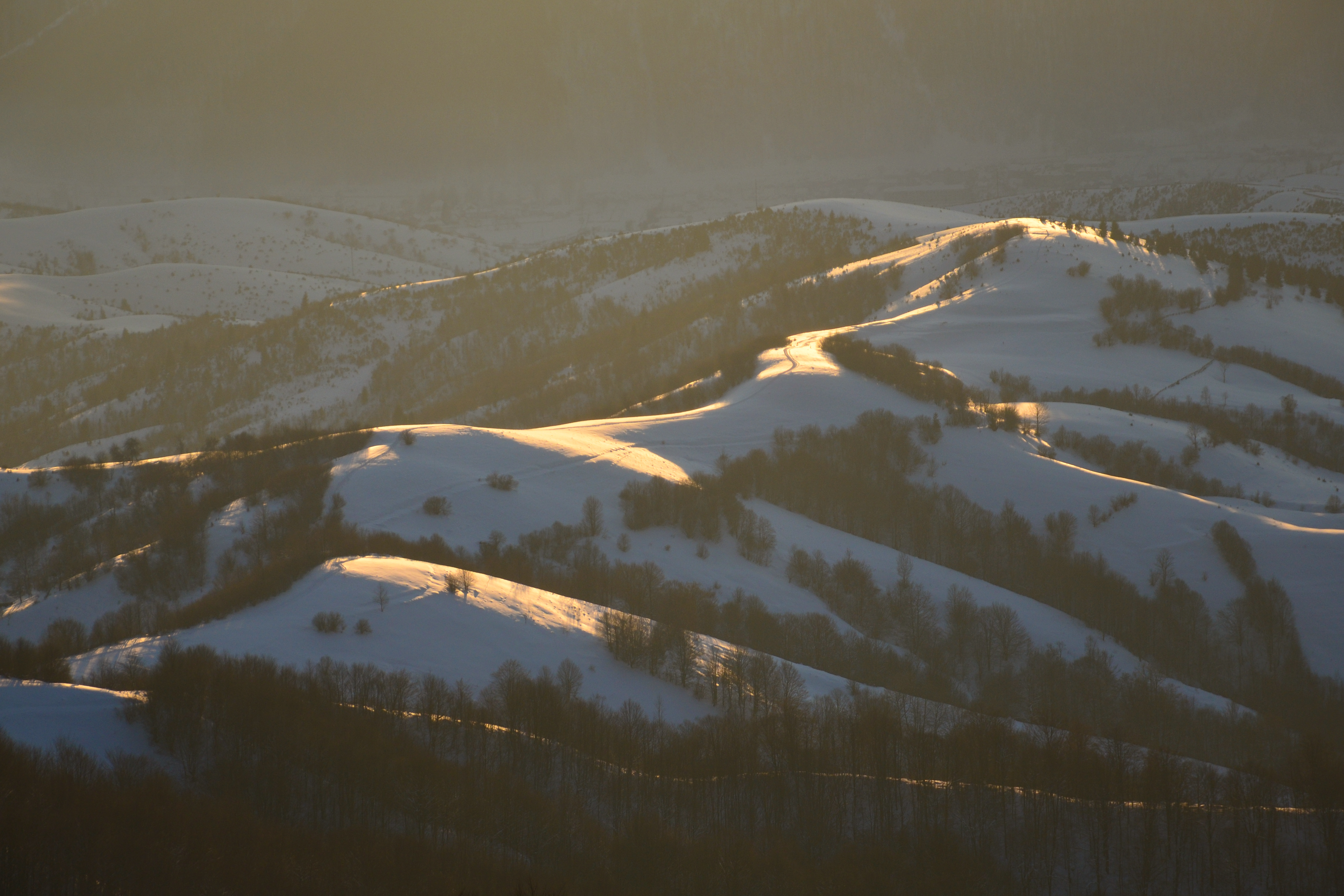
le Parc national du Synevyr classé[8].